# Ceylonosticta nietneri
Ceylonosticta nietneri – gatunek ważki z rodziny Platystictidae. Endemit Sri Lanki.